# Gudrun Lotter
Gudrun Lotter (Tauberbischofsheim, 4 giugno 1953) è un'ex schermitrice tedesca.

## Palmarès
In carriera ha conseguito i seguenti risultati:
- Mondiali di scherma

Roma 1982: bronzo nel fioretto a squadre.